# Liste der Einträge im National Register of Historic Places im Cleveland County (Arkansas)
Die Liste der Registered Historic Places im Cleveland County führt alle Bauwerke und historischen Stätten im Cleveland County in Arkansas auf, die in das National Register of Historic Places aufgenommen wurden.

## Aktuelle Einträge
| Lfd. Nr. | Name                                       | Bild | Datum der Eintragung | Adresse/Lage                                                  | Ort          | ID-Nr.    | Beschreibung |
| -------- | ------------------------------------------ | ---- | -------------------- | ------------------------------------------------------------- | ------------ | --------- | ------------ |
| 1        | Attwood-Hopson House                       |      | 16. Aug. 1994        | AR 8, N side                                                  | New Edinburg | 94000848  |              |
| 2        | Barnett-Attwood House                      |      | 29. Juli 1977        | NE of New Edinburg                                            | New Edinburg | 77000247  |              |
| 3        | Cleveland County Clerk’s Building          |      | 31. Jan. 1976        | Fairgrounds                                                   | Rison        | 76000394  |              |
| 4        | Cleveland County Courthouse                |      | 11. Apr. 1977        | Main and Magnolia                                             | Rison        | 77000248  |              |
| 5        | Mognolia Petroleum Company Filling Station |      | 24. Jan. 2019        | Südwestlich der Einmündung der South Larch St. in die 1st St. | Kingsland    | 100003325 |              |
| 6        | Marks’ Mills Battlefield Park              |      | 21. Jan. 1970        | Jct. of AR 8 and AR 97                                        | Fordyce      | 70000119  |              |
| 7        | Mount Olivet Methodist Church              |      | 1. Dez. 1975         | Fairgrounds off AR 35                                         | Rison        | 75000377  |              |
| 8        | New Edinburg Commercial Historic District  |      | 22. Okt. 2001        | AR 8                                                          | New Edinburg | 01001118  |              |
| 9        | Old US 79, Kingsland Segment               |      | 28. Sep. 2005        | Cty.Rd. 22 between US 79 & Kight Rd.                          | Kingsland    | 05001067  |              |
| 10       | Rison Cities Service Station               |      | 10. Mai 2001         | 308 Main St.                                                  | Rison        | 01000486  |              |
| 11       | Rison Overpass                             |      | 13. Mai 2021         | AR35 (Magnolia St.) über die Union Pacific RR.                | Rison        | 100006533 |              |
| 12       | Rison Texaco Service Station               |      | 25. März 2002        | 216 Main St.                                                  | Rison        | 01001243  |              |
| 13       | Wesley Chapel                              |      | 7. Dez. 1995         | AR 15                                                         | Woodlawn     | 95001412  |              |